# Héctor Hugo Eugui
Héctor Hugo Eugui Simoncelli (Mercedes, Soriano; 18 de febrero de 1947) es un entrenador y exfutbolista uruguayo, el cual jugaba de extremo izquierdo, poseedor de buen gambeteo y de un cañón en la pierna izquierda con lo cual consiguío muchos goles, dada la potencia con que golpeaba al balón. Es considerado como uno de los mejores extremos izquierdos llegados al futbol mexicano en la décadas de los años 70s.

## Como jugador
Empezó su carrera futbolística en el equipo Bristol de Mercedes, pasando al Club Nacional de Montevideo, en 1964, siendo Campeón con el Club en 1969. Fue jugador preolímpico con la Selección Uruguaya de Fútbol para las eliminatorias mundialistas. En 1970 jugó en el equipo Cerro de Montevideo, quedando en tercer lugar, de la Primera División Uruguaya. En 1971, juega en Argentinos Jrs de Buenos Aires, jugando el Campeonato Metropolitano y calificando para el torneo Nacional de Argentina. Al final de ese año firma con los Diablos Rojos del Deportivo Toluca de México, siendo Campeón en el Torneo 1974-1975 y designado el mejor jugador del torneo. Era conocido como el "Cañón Humeante", "El Desalmado" o la "Zurda Mortífera" por su potente forma de tirar. En su carrera futbolística jamás falló un tiro penal, y forma parte de la lista de los máximos goleadores del Deportivo Toluca, cuando su posición no era de delantero centro sino de extremo izquierdo. Para 1978-1980, jugó con los Tigres de la UANL, donde se retiró jugando la final contra los Cementeros del Cruz Azul.

## Como director técnico
Su trayectoria como Director Técnico inició con los Rayados del Monterrey, en 1981, siendo el entrenador en debutar más joven de la liga. En 1984 tomó las riendas del Tampico Madero.
De ahí pasó al equipo Cobras de Ciudad Juárez, y al poco tiempo, a  los Correcaminos de la UAT a los cuales califica en dos ocasiones a la liguilla del fútbol mexicano.
En 1993 renuncia a Correcaminos y estuvo ausente por mucho tiempo hasta que tomó la dirección del Toluca en calidad de interino sustituyendo a Ricardo Ferreti, posteriormente trabajó como directivo en el equipo de los Tigres hasta que volvió al trabajo de entrenador siendo contratado por los Indios de Ciudad Juárez a quienes salvó del descenso en el Torneo de Clausura 2009, e incluso los calificó hasta las semifinales del torneo dejando fuera a equipos como Cruz Azul, América y Chivas, sin embargo en el siguiente torneo los resultados no le acompañaron. En el fútbol internacional, pasó a ser el DT del Club Real España de Honduras durante dos temporadas, llevándolos a la final del torneo hondureño, siendo sub.campeón al perder esta con el Olimpia.
Después de trabajar como comentarista deportivo en la radio mexicana participando en varios Mundiales de la mano de Francisco Javier González,  fue contratado por el Puebla FC para el Torneo Clausura 2011, del cual hizo que los camoteros siguieran dentro de la primera división al sacarlos del problema del descenso. En el Torneo Apertura 2011, llegó al Deportivo Toluca. Dirigió a los Estudiantes Tecos, en dos torneos, uno en primera división y el segundo en la primera A que desafortunadamente descendieron por venir arrastrando malas campañas anteriores.  Se incorpora nuevamente a su etapa como comentarista, y fue presentado  como Director Técnico de los Potros de la Universidad Autónoma del Estado de México siendo cesado después de casi dos torneos debido a los malos resultados.

## Trayectoria como entrenador
| Temporada     | Equipo                           | Juegos dirigidos | Juegos Ganados | Juegos Empatados | Juegos Perdidos | Rendimiento | jugadores que utilizó a lo largo del torneo |  |
| ------------- | -------------------------------- | ---------------- | -------------- | ---------------- | --------------- | ----------- | ------------------------------------------- |  |
| 1981-1982     | Monterrey                        | 30               | 5              | 20               | 5               | 39%         | 25                                          |  |
| 1984-1985     | Tampico Madero                   | 22               | 10             | 3                | 9               | 50%         | 21                                          |  |
| 1989-1990     | Cobras de Ciudad Júarez          | 8                | 4              | 3                | 1               | 63%         | 18                                          |  |
| 1990-1991     | Cobras de Ciudad Juárez          | 22               | 4              | 11               | 7               | 35%         | 22                                          |  |
| 1991-1992     | Correcaminos                     | 40               | 15             | 11               | 14              | 47%         | 23                                          |  |
| 1992-1993     | Correcaminos                     | 19               | 1              | 6                | 12              | 16%         | 22                                          |  |
| 1994-1995     | Irapuato                         |                  |                |                  |                 |             |                                             |  |
| 1995-1997     | Real España                      |                  |                |                  |                 |             |                                             |  |
| Verano 2001   | Deportivo Toluca                 | 8                | 2              | 3                | 3               | 38%         | 21                                          |  |
| Apertura 2008 | Indios                           | 27               | 8              | 13               | 7               | 46%         | 19                                          |  |
| Clausura 2011 | Puebla FC                        | 8                | 4              | 0                | 4               | 50%         | 23                                          |  |
| Apertura 2011 | Deportivo Toluca                 | 17               | 4              | 8                | 5               | 39.22%      |                                             |  |
| Clausura 2012 | Club Deportivo Estudiantes Tecos | 1                | 0              | 1                | 0%              |             |                                             |  |

- Datos: Q552316